# Edgars Masaļskis
Edgars Masaļskis (Riga, 31 marzo 1980) è un ex hockeista su ghiaccio lettone.